# Esfigmògraf

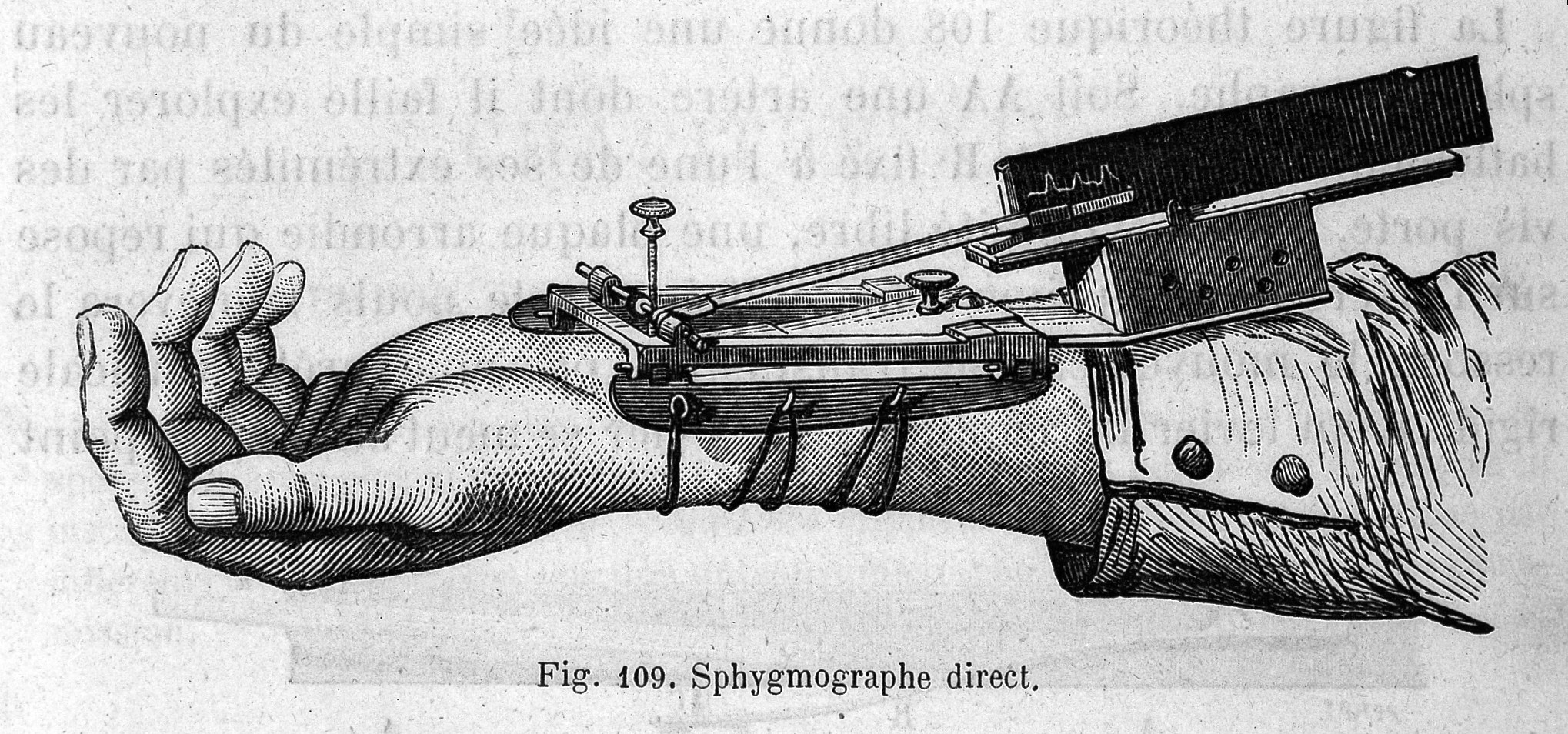
Un esfigmògraf, probablement del disseny d'Etienne-Jules Marey

L' esfigmògraf va ser un dispositiu mecànic utilitzat per mesurar la pressió arterial a mitjans del segle xix. Va ser desenvolupat el 1854 pel fisiòleg alemany Karl von Vierordt (1818–1884). Es considera el primer dispositiu extern i no intrusiu utilitzat per estimar la pressió arterial.

El dispositiu era un sistema de palanques enganxades a una bàscula en què es col·locaven pesos per determinar la quantitat de pressió externa necessària per aturar el flux sanguini a l'artèria radial. Tot i que l'instrument era feixuc i les seves mesures imprecises, el concepte bàsic de l'esfigmògraf de Vierordt va conduir finalment al puny de pressió arterial que s'utilitzava avui.
És un dels molts aparells exploratoris construïts al mateix temps destinats a prendre el moviment dels òrgans : cardiògraf, laringògraf, miògraf, pneumògraf, neògraf, etc.

## Història

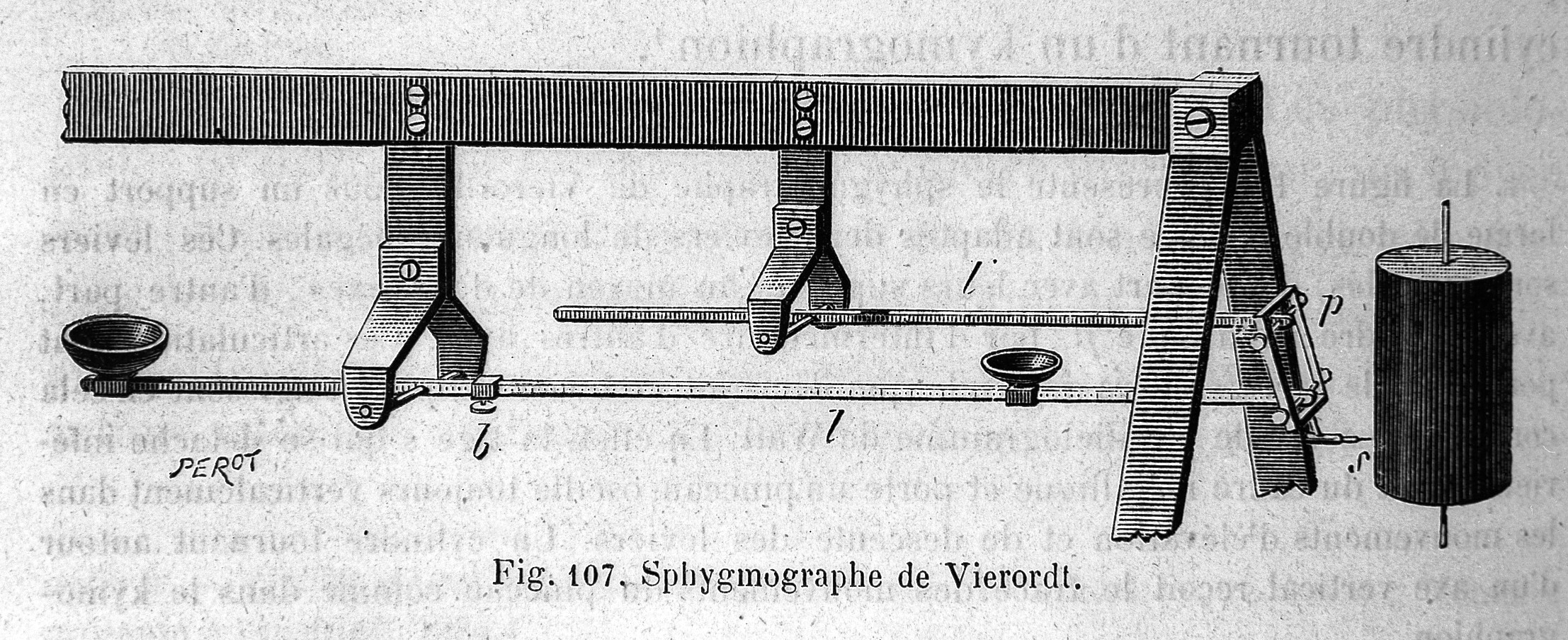
Fig. 107. Esfigmògraf de Vierordt, primer esfigmògraf inventat el 1855. Consisteix en un pes (a l'esquerra) destinat a comprimir una artèria i un cilindre giratori (a la dreta) sobre el qual es registren les pulsacions de l'artèria comprimida amb l'ajuda d'un punt.

Abans de l'aparició dels primers instruments destinats a l'observació del pols, els metges només podien confiar en el domini de la sensació del tacte acompanyat d'un vocabulari enriquit que els permetés descriure amb la màxima precisió possible tots els canvis: petit o gran, dur o suau, amb pressió o no, ple o buit, atapeït, fil·liforme, dicròtic, alt, fornicador, capritxós,... Una apreciació al tacte la interpretació de la qual variava d'un practicant a un altre i que no donava. només una idea vaga de l'estat de la circulació sanguínia.
Fer visible el pols va ser possible ja l'any 1610 amb l'aparició del primer esfigmoscopi, una invenció de Santorio que va anomenar pulsilogium, o pulsiloge, encara que no es coneixen documents descriptius d'aquest instrument. El 1748, Stephen Hales va estudiar les pulsacions d'un cavall introduint un tub de vidre a l'artèria caròtida, va (re)inventar l' esfigmoscopi que Santorio hauria inventat un segle i mig abans. Va ser l'any 1828 quan va aparèixer el primer instrument per mesurar la pressió arterial, l' hemodinamòmetre, inventat per Jean-Léonard-Marie Poiseuille fent que l'esfigmoscopi de Hales es comuniqués amb un manòmetre. La millora d'aquest instrument es fa amb l'aparició de l'hemodinamòmetre de Volkmann després de l' estromurh de Ludwig (o hemodinamòmetre de Ludwig)< ·  · .
El 1837 va aparèixer el primer instrument de mesura no intrusiu, l' esfigmòmetre Hérisson, després el 1846 el quimògraf de Ludwig (originalment anomenat kimographion per Volkmann , ), una versió modificada del Poiseuille. hemodinamòmetre. Aquests dos instruments van resultar ser massa impreciss per ser utilitzats a la pràctica, però van inspirar Karl von Vierordt a fabricar el primer esfigmògraf el 1854 , (Fig. 107), marcant el final de les mesures intrusives. · 
El 1863, Étienne-Jules Marey (1830–1904) va millorar el dispositiu fent-lo portàtil. També va incloure un instrument especialitzat per col·locar sobre l'artèria radial que era capaç d'ampliar les ones de pols i registrar-les en paper amb un bolígraf adjunt.
El 1872, Frederick Akbar Mahomed va publicar una descripció d'un esfigmògraf modificat. Aquesta versió modificada va fer que l'esfigmògraf sigui quantitatiu, de manera que va poder mesurar la pressió arterial.
El 1880, Samuel von Basch (1837–1905) va inventar l'esfigmomanòmetre, que després va ser millorat per Scipione Riva-Rocci (1863–1937) a la dècada de 1890. El 1901 Harvey Williams Cushing el va millorar encara més i Heinrich von Recklinghausen (1867–1942) va utilitzar una relació més ample, i així es va convertir en el primer instrument precís i pràctic per mesurar la pressió arterial.

## Descripció

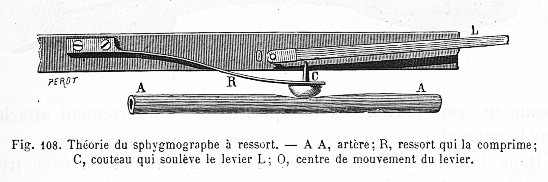
Fig. 108. Teoria de l'esfigmograf de molla. - AA, artèria; R, molla que la comprimeix; C, ganivet que aixeca la palanca L; O, centre de moviment de la palanca.

L'esfigmògraf és un instrument mecànic que permet la representació gràfica de la presa de pols. Es diferencia de l'hemodinamòmetre i del quimògraf que requereixen la vivisecció d'una artèria. Consisteix en un aparell que comprimeix una artèria superficial, que transmet a una palanca a l'extrem de la qual s'adjunta un capçal de registre (llapis, bolígraf, agulla) les pulsacions generades per les variacions de la pressió arterial (Fig. 108).
L'enregistrament es fa en un suport enregistrable : el primer esfigmògraf (Vierordt) va registrar els resultats amb una agulla sobre un cilindre giratori, el de Marey i Longuet en una tira de paper amb un llapis, el de Meurisse i Mathieu en una tira de paper de porcellana amb la punta d'una ploma. El traçat obtingut s'anomena traçat esfigmogràfic o esfigmograma.
Els esfigmògrafs es distingeixen segons l'aparell utilitzat que manté la palanca aplicada a l'artèria (pes o molla) i segons la manera com l'aparell que pressiona l'artèria comunica el seu moviment a la palanca de registre (directa o per transmissió).

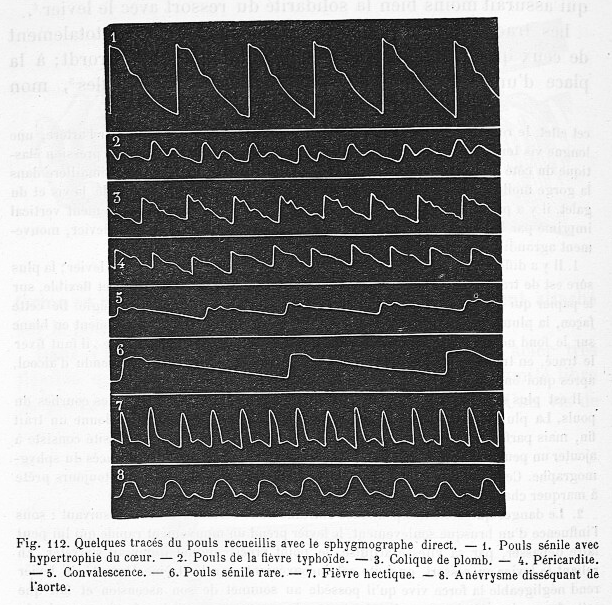
Fig. 112. Alguns traços de pols fets amb l'esfigmògraf directe de Marey. Tingueu en compte que són més detallats que els fets amb el dispositiu de Vierordt.